# Gare de Sénas
La gare de Sénas est une gare ferroviaire française de la ligne d'Avignon à Miramas, située sur le territoire de la commune de Sénas dans le département des Bouches-du-Rhône, en région Provence-Alpes-Côte d'Azur.
C'est une gare de la Société nationale des chemins de fer français (SNCF), halte du réseau TER Provence-Alpes-Côte d'Azur, desservie par des trains régionaux. C'est également une gare du service du fret.

## Situation ferroviaire
Établie à 95 m d'altitude, la gare de Sénas est située au point kilométrique (PK) 44,098 de la ligne d'Avignon à Miramas entre les gares d'Orgon et de Lamanon.

## Fréquentation
De 2015 à 2023, selon les estimations de la SNCF, la fréquentation annuelle de la gare s'élève aux nombres indiqués dans le tableau ci-dessous.
| Année               | 2015   | 2016   | 2017   | 2018   | 2019   | 2020   | 2021   | 2022   | 2023   |
| ------------------- | ------ | ------ | ------ | ------ | ------ | ------ | ------ | ------ | ------ |
| Nombre de voyageurs | 19 725 | 20 299 | 20 981 | 24 934 | 30 374 | 20 405 | 30 929 | 40 150 | 42 438 |

## Service des voyageurs

### Accueil
Halte SNCF, c'est un point d'arrêt non géré (PANG) à accès libre.

### Desserte
Sénas, est une halte régionale du réseau TER Provence-Alpes-Côte d'Azur, elle est desservie par des trains de la relation de Avignon-Centre à Marseille-Saint-Charles, ou Miramas.

### Intermodalité
Le stationnement des véhicules est possible à proximité.

## Service des marchandises
La gare de Sénas est ouverte au service du fret par wagon isolé